# Rhys Williams (attore 1897)
Rhys Williams (Clydach, 31 dicembre 1897 – Santa Monica, 28 maggio 1969) è stato un attore gallese.

## Biografia
Rhys Williams debuttò a teatro nel suo paese natale, prima di stabilirsi negli Stati Uniti, dove si esibì in opere (in particolare di William Shakespeare) a Broadway, tra il 1937 e il 1949. Tra queste ricordiamo Il grano è verde, 1940-1942 ) di Emlyn Williams.
Al cinema ha recitato tra il 1941 e il 1970 (il suo ultimo film è uscito l'anno successivo alla sua morte), tra gli altri in western. In televisione, è apparso in diverse serie (Mannix, Gli invasori, Missione impossibile ...) dal 1952 al 1969 e in un film per la TV (1966).
In virtù delle sue origini, interpreterà regolarmente ruoli di gallese (ad esempio, nel suo primo film, la cui azione è ambientata in Galles - Com'era verde la mia valle di John Ford) o di scozzese (soprattutto nel suo unico film per la tv, Brigadoon, un adattamento dell'omonimo musical, al fianco di Peter Falk).

## Filmografia parziale

### Cinema
- Com'era verde la mia valle (How Green Was My Valley), regia di John Ford (1941)
- Sono un disertore (This Above All), regia di Anatole Litvak (1942)
- La signora Miniver (Mrs. Miniver), regia di William Wyler (1942)
- La scala a chiocciola (The Spiral Staircase), regia di Robert Siodmak (1945)
- Tokyo Joe, regia di Stuart Heisler (1949)
- Johnny Guitar, regia di Nicholas Ray (1954)
- Scandalo al collegio (How to Be Very, Very Popular), regia di Nunnally Johnson (1955)
- Merletto di mezzanotte (Midnight Lace), regia di David Miller (1960)
- I 4 figli di Katie Elder (The Sons of Katie Elder), regia di Henry Hathaway (1965)

### Televisione
- General Electric Theater – serie TV, 6 episodi (1953-1961)
- Kings Row – serie TV, episodio 1x04 (1955)
- TV Reader's Digest – serie TV, episodi 2x29-2x31 (1956)
- Climax! – serie TV, episodio 2x35 (1956)
- Crossroads – serie TV, episodio 2x12 (1956)
- The Further Adventures of Ellery Queen – serie TV, episodio 1x08 (1958)
- Philip Marlowe – serie TV, episodio 1x01 (1959)
- David Niven Show (The David Niven Show) – serie TV, episodio 1x04 (1959)
- Ricercato vivo o morto (Wanted: Dead or Alive) – serie TV, episodi 2x27-3x17 (1960-1961)
- The Best of the Post – serie TV, episodio 1x04 (1960)
- Maverick – serie TV, episodio 3x18 (1960)
- Bonanza – serie TV, episodio 1x29 (1960)
- Avventure in paradiso (Adventures in Paradise) – serie TV, episodio 2x06 (1960)
- June Allyson Show (The DuPont Show with June Allyson) – serie TV, episodio 2x05 (1960)
- Peter Gunn – serie TV, episodio 3x01 (1960)
- La legge del Far West (Temple Houston) – serie TV, episodio 1x10 (1963)
- Indirizzo permanente (77 Sunset Strip) – serie TV, episodio 6x17 (1964)
- Selvaggio west (The Wild Wild West) – serie TV, episodio 1x24 (1966)
- Gli invasori (The Invaders) – serie TV (1967)
- Mannix – serie TV (1967)
- Missione impossibile (Mission: Impossible) – serie TV (1966)

## Doppiatori italiani
- Bruno Persa in Johnny Guitar, Merletto di mezzanotte
- Felice Romano in Com'era verde la mia valle
- Carlo Romano in La signora Miniver